# Merostachys kleinii
Merostachys kleinii är en gräsart som beskrevs av Tatiana Sendulsky. Merostachys kleinii ingår i släktet Merostachys och familjen gräs. Inga underarter finns listade i Catalogue of Life.